# Senderkette
Eine Senderkette sind verschiedene terrestrische Sendeanlagen an unterschiedlichen Standorten, die ein einziges Rundfunk-Programm gleichzeitig ausstrahlen.

## Rundfunk
Die Reichweite einer einzelnen Senderanlage ist durch verschiedene Faktoren begrenzt. So haben die im UKW-Hörfunk- und Fernsehbereich ausgestrahlten Signale lediglich eine quasioptische Reichweite, das heißt, sie reichen nicht über den Horizont hinaus und können auch tiefere Täler nicht gut erreichen, solange keine (annähernde) Sichtverbindung besteht. Um trotzdem größere Gebiete, wie zum Beispiel einzelne Bundesländer oder ganze Staaten, mit einem Rundfunkprogramm zu versorgen, sind weitere Senderanlagen an anderen Standorten nötig. Die Gesamtheit aller Sendeanlagen, die ein Programm so ausstrahlen, ist eine Senderkette. Eine Form der Senderkette ist ein Gleichwellennetz, in dem mehrere Sender auf einer Frequenz das gleiche Programm ausstrahlen ohne sich gegenseitig zu stören.
Senderketten sind bei flächendeckender Versorgung im UKW- und Fernseh-Bereich fast immer nötig. Historisch existierten auch im Mittelwellenrundfunk Senderketten. Rundfunksysteme im LW- und KW-Bereich benötigten meist keine Kettenlösung.
Senderketten bestehen selten aus einer Reihe gleichstarker Sender. Im Regelfall sind sie aus Grundnetzsendern zur großflächigen Versorgung und Füllsendern zur Abdeckung kleinerer, von Großsendern nicht erreichter, Gebiete aufgebaut.

## Navigations-Funk
Senderketten gibt es auch bei Seefunkfeuern, den Decca-Navigationssystem, den LORAN-Navigationssystem, den stillgelegten OMEGA-Navigationssystem und den russischen Alpha-Navigationssystem, allerdings hier zum Zweck der Ortsbestimmung.